# تصفیه شرکت
تصفیه شرکت به فرایندی گفته می‌شود که طی آن یک شرکت پایان یافته و داراییهای آن میان شرکا تقسیم می‌شود. گاهی به برچیده شدن یا انحلال شرکت نیز تصفیه گفته می‌شود، در حالی که انحلال شرکت بخش نهایی فرایند تصفیه شرکت به‌شمار می‌آید.
امر تصفیه با مدیران شرکت است مگر آنکه اساسنامه شرکت یا مجمع عمومی فوق العاده‌ای که رای به انحلال می دهد ترتیب دیگری مقرر داشته باشد و به شخصی که عهده‌دار امور تصفیه شرکت شده باشد، مدیر تصفیه گفته می‌شود.

## علل انحلال و تصفیه شرکت
مطابق ماده 199 قانون تجارت ایران در موارد زیر شرکت تصفیه و منحل می‌شود:
- وقتی که شرکت موضوعی را که برای آن تشکیل شده‌است انجام داده یا انجام آن غیرممکن شده باشد
- درصورتی که شرکت برای مدت معین تشکیل گردیده و آن مدت منقضی شده باشد مگر اینکه مدت قبل ازانقضاء تمدید شده باشد
- درصورت ورشکستگی
- در هر موقع که مجمع عمومی فوق العاده صاحبان سهام بهرعلتی رای به انحلال شرکت بدهد
- درصورت صدورحکم قطعی دادگاه

## مراحل تصفیه شرکت
فرایند تصفیه شرکت شامل مراحل ذیل می‌باشد:
- وصول مطالبات شرکت
- نقد کردن دارایی شرکت
- پرداخت دیون شرکت
- تقسیم دارایی باقی‌مانده شرکت بین شرکا